# Cinderella Man
Cinderella Man es una película dramática estadounidense de 2005 dirigida por Ron Howard, titulada por el apodo del campeón mundial de boxeo de peso pesado James J. Braddock e inspirada en la historia de su vida. La cinta está protagonizada por Russell Crowe como Braddock, Renée Zellweger como su esposa y Paul Giamatti como Joe Gould, su representante.
El filme recibió críticas mayoritariamente positivas y recaudó más de 108 millones de dólares, sobre un presupuesto de 88 millones. Además recibió tres candidaturas a los premios Óscar, incluyendo al mejor actor de reparto para Giamatti.

## Argumento
James J. Braddock sufre los efectos de la crisis del 29 llamada Gran Depresión, después de haber sido un boxeador profesional y perder toda su fortuna en malas inversiones. Trabaja como estibador en el puerto y su familia vive hacinada en la miseria. Su mánager cree en él y le impulsa a reintentar suerte en el boxeo a pesar de no ser ya joven. Braddock vence a muchos rivales demostrando tenacidad, valentía aunque no mucha técnica en sus inicios. Su mujer se opone al boxeo y discute con su mánager; pero al final acicateada por la miseria acepta exponer a su marido. Después de esto, le llega una segunda oportunidad en la cual tendrá que enfrentarse por el título contra Max Baer, un brutal boxeador que ha matado a dos contrincantes con una potente derecha en el cuadrilátero. La pelea es pactada a 15 asaltos y la gente apuesta 9 a 5 por Max Baer, Braddock increíblemente aguanta la pesada artillería pugilística de Baer y siente en su cabeza la potente y demoledora derecha de su contrincante.

## Reparto
- Russell Crowe - James J. Braddock
- Renée Zellweger - Mae Braddock
- Paul Giamatti - Joe Gould
- Bruce McGill - James Johnston
- Craig Bierko - Max Baer
- Paddy Considine - Mike Wilson
- David Huband - Ford Bond
- Connor Price - Jay Braddock
- Ariel Waller - Rosemarie "Rosy" Braddock
- Patrick Louis - Howard Braddock
- Rosemarie DeWitt - Sara Wilson
- Linda Kash - Señora Gould
- Nicholas Campbell - Sporty Lewis
- Gene Pyrz - Jake
- Chuck Shamata - Father Roddick
- Ron Canada - Joe Jeanette
- Alicia Johnston - Alice
- Troy Amos-Ross - John Henry Lewis
- Mark Simmons - Art Lasky
- Art Binkowski - Corn Griffin
- David Litzinger - Abe Feldman
- Matthew G. Taylor - Primo Carnera
- Rance Howard - Locutor Al Fazin
- Angelo Dundee - entrenador

## Comentarios
La caracterización de Baer como un desalmado fanfarrón que se burla de sus víctimas e intenta seducir a la mujer de James J. Braddock, mereció fuertes críticas por parte de Max Baer Jr, quien defendió la memoria de su padre con argumentos que fueron recogidos por Federico Gabriel Polak en su novela Remember Max Baer, editada en Buenos Aires en 2008. Max Baer en la vida real fue un boxeador dotado de una demoledora derecha noqueadora; pero demostró humanidad y un gran corazón hacia sus adversarios vencidos.

## Premios y nominaciones
| Organización                           | Categoría                              | Candidatos                            | Resultado | Ref.  |
| -------------------------------------- | -------------------------------------- | ------------------------------------- | --------- | ----- |
| Premios Óscar                          | Óscar al mejor actor de reparto        | Paul Giamatti                         | Nominado  | [ 2 ] |
| Premios Óscar                          | Óscar al mejor montaje                 | Daniel P. Hanley y Mike Hill          | Nominados | [ 2 ] |
| Premios Óscar                          | Óscar al mejor maquillaje              | David LeRoy Anderson y Lance Anderson | Nominados | [ 2 ] |
| Premios BAFTA                          | BAFTA al mejor guion original          | Cliff Hollingsworth y Akiva Goldsman  | Nominados | [ 3 ] |
| Premios Globo de Oro                   | Globo de Oro al mejor actor- Drama     | Russell Crowe                         | Nominado  | [ 4 ] |
| Premios Globo de Oro                   | Globo de Oro al mejor actor de reparto | Paul Giamatti                         | Nominado  | [ 4 ] |
| Premios del Sindicato de Actores       | Mejor actor                            | Russell Crowe                         | Nominado  | [ 5 ] |
| Premios del Sindicato de Actores       | Mejor actor de reparto                 | Paul Giamatti                         | Ganador   | [ 5 ] |
| Premios de la Crítica Cinematográfica  | Mejor actor                            | Russell Crowe                         | Nominado  | [ 6 ] |
| Premios de la Crítica Cinematográfica  | Mejor actor de reparto                 | Paul Giamatti                         | Ganador   | [ 6 ] |
| Premios de la Crítica Cinematográfica  | Mejor director                         | Ron Howard                            | Nominado  | [ 6 ] |
| Premios de la Crítica Cinematográfica  | Mejor película                         | Mejor película                        | Nominada  | [ 6 ] |
| 50.ª edición de los Premios Sant Jordi | Mejor actor en película extranjera     | Paul Giamatti                         | Ganador   | [ 7 ] |